# Lijst van zelfstandige bestuursorganen
In Nederland functioneren enkele honderden zelfstandige bestuursorganen. Het aantal zbo's wisselde sterk de afgelopen decennia. Onderstaande lijst geeft een overzicht van de zbo's functionerend in 2017. De meeste ZBO's zijn tevens rechtspersoon met wettelijke taak of kortweg RWT. Het aantal RWT's is veel groter, omdat ook alle scholen bijvoorbeeld een RWT zijn. Voor opgeheven ZBO's, zie de Lijst van opgeheven zelfstandige bestuursorganen

## A
- Autoriteit Consument en Markt
- Autoriteit Financiële Markten
- Autoriteit Online Terroristisch en Kinderpornografisch Materiaal
- Autoriteit Nucleaire Veiligheid en Stralingsbescherming
- Autoriteit Persoonsgegevens

## B
- Bedrijfsfonds voor de Pers
- Bloembollenkeuringsdienst
- Bureau Beheer Landbouwgronden
- Bureau Financieel Toezicht

## C
- Centraal Administratie Kantoor
- Centraal Bureau Rijvaardigheidsbewijzen
- Centraal Bureau voor de Statistiek
- Centraal Fonds voor de Volkshuisvesting
- Centraal Orgaan opvang asielzoekers
- Centrale Commissie voor Mensgebonden Onderzoek
- Centrale Landinrichtingscommissie
- Centrale organisatie Werk en Inkomen
- Certificerende en keuringsinstanties arbeidsomstandigheden (cluster)
- College Bouw Ziekenhuisvoorzieningen
- College Sanering Ziekenhuisvoorzieningen
- College ter Beoordeling van Geneesmiddelen
- College van Toezicht Auteursrechten en naburige rechten
- College van Toezicht op de kansspelen
- College voor de Rechten van de Mens
- College voor de Toelating van Bestrijdingsmiddelen
- College voor Toetsen en Examens
- College voor zorgverzekeringen
- Commissariaat voor de Media
- Commissie Algemene Oorlogsongevallenregeling Indonesië
- Commissie Schadefonds Geweldsmisdrijven
- Commissie Stuurliedenexamens
- Commissie van beheer van de Dienst geneeskundige Verzorging Politie
- Commissie van Beroep als bedoeld in art. 3 Wet rijonderricht motorrijtuigen 1993
- Commissie voor de Examens van scheepswerktuigkundigen
- Commissie voor de Zeevisvaartexamens
- Commissies voor de Gebiedsaanwijzing (cluster)
- Consumentenautoriteit (vanaf 1 januari 2007)

## D
- De Nederlandsche Bank
- Dienst voor het kadaster en de openbare registers
- Dienst Wegverkeer

## E
- Edelmetaal Waarborg Nederland
- Erkende particuliere onderzoeksbureaus als bedoeld in Schepenbesluit (cluster)
- Erkenninghouders Algemene Periodieke Keuring (cluster)
- Examencommissie Certificaatloodsen
- Examencommissie voor amateurradiozendexamens
- Examencommissie voor maritieme radiocommunicatie

## F
- Faunafonds
- Fonds Podiumkunsten

## G
- Gerechtsdeurwaarders (cluster)
- Gezinsvoogdij-instellingen (cluster)
- Grondkamers (cluster)

## H
- Herinrichtingcommissie Oost-Groningen en de Gronings-Drentse Veenkoloniën
- HISWA Vereniging
- Huurcommissie

## I
- IJkbevoegden (cluster)

## K
- Kansspelautoriteit
- Kamer voor de Binnenvisserij
- Kamer van Koophandel
- Keuringsinstanties als bedoeld in artikel 10.3 Telecommunicatiewet (cluster)
- Keuringsinstanties bouwproducten (cluster)
- Keuringsinstanties geluidshinder (cluster)
- Keuringsinstanties pleziervaartuigen (cluster)
- Keuringsinstanties uitrusting zeeschepen (cluster)
- Keuringsinstanties V & W overig (cluster)
- Keuringsinstanties VWS (cluster)
- Kiesraad
- Koninklijke Bibliotheek
- Koninklijke Nederlandse Akademie van Wetenschappen

## L
- Landelijk Bureau Inning Onderhoudsbijdragen
- Landelijk Selectie- en Opleidingsinstituut Politie
- Landelijke Commissie Toezicht Indicatiestelling Speciaal Onderwijs
- Landelijke geschillencommissie weer samen naar school
- Landelijke- en Regionale Examencommissies verkeersinformatie en verkeersaanwijzingen (cluster)
- Luchtverkeersleiding Nederland

## M
- Medisch-ethische toetsingscommissies (cluster)
- Mondriaan Stichting

## N
- Nationaal Archief
- Nationale Commissie voor Internationale Samenwerking en Duurzame Ontwikkeling
- Nederlands Bureau Brandweerexamens
- Nederlands Bureau der Motorrijtuigverzekeraars
- Nederlands Instituut voor Brandweer en Rampenbestrijding
- Nederlands Loodswezen
- Nederlands Meetinstituut BV
- Nederlands-Vlaamse Accreditatieorganisatie voor het hoger onderwijs
- Nederlandse Omroep Stichting
- Nederlandse Organisatie voor toegepast-natuurwetenschappelijk onderzoek (TNO)
- Nederlandse Organisatie voor Wetenschappelijk Onderzoek
- Nederlandse Transplantatie Stichting
- Notarissen (cluster)
- Nederlandse Zorgautoriteit

## O
- Onderlinge Waarborg Maatschappij "MAAV"
- Onderzoeksraad Voor Veiligheid
- Openbare academische ziekenhuizen (cluster)
- Organisatie ter Verbetering van de Binnenvisserij

## P
- Pensioen- en Uitkeringsraad

## R
- Raad voor Accreditatie
- Raad voor het Korps Landelijke Politiediensten
- Raad voor plantenrassen
- Raden voor Rechtsbijstand (cluster)
- RDW (Dienst Wegverkeer)
- Reconstructiecommissie Midden-Delfland
- Regionale verwijzingscommissies voortgezet onderwijs (cluster)
- Registratiecommissies en opleidingscolleges KNMG, KNMP en NMT (cluster)
- Rijkshavenbeheerders (cluster)
- Rijkshavenmeesters (cluster)

## S
- Service Centrum Grond
- Sociale Verzekeringsbank
- Staatsbosbeheer (RWT; geen bestuursorgaan)
- Stichting Administratie Indonesische Pensioenen
- Stichting Airport Coordination Netherlands
- Stichting Bloembollenkeuringsdienst
- Stichting Borgstellingsfonds voor de Landbouw
- Stichting Bureau architecten register
- Stichting Centraal Bureau Rijvaardigheidsbewijzen
- Stichting Centraal Orgaan voor Kwaliteitsaangelegenheden in de Zuivel
- Stichting Controlebureau voor Pluimvee, Eieren en Eiproducten
- Stichting Donorgegevens kunstmatige bevruchting
- Stichting Erkenningsregeling voor de uitoefening van het koeltechnisch installatiebedrijf
- Stichting Examenbureau Beroepsvervoer
- Stichting Examens Vakbekwaamheid Honden- en kattenbesluit
- Stichting Fonds Beeldende Kunsten, Vormgeving en Bouwkunst
- Stichting Fonds Patiënten Gehandicapten en Ouderen
- Stichting Fonds voor de Letteren
- Stichting Fonds vrijwillig vervroegd uittreden overheidspersoneel
- Stichting Fonds Watersnood
- Stichting Het Gebaar
- Stichting Inschrijving Eigen Vervoer
- Stichting Joods Humanitair Fonds
- Stichting Koninklijk Onderwijsfonds voor de Scheepvaart
- Stichting Kwaliteitscontrolebureau voor Groenten en Fruit
- Stichting Maror-gelden Overheid
- Stichting Nationale en Internationale Wegvervoer Organisatie
- Stichting Nederlands Fonds voor de Film
- Stichting Nederlands Literair Productie- en Vertalingenfonds
- Stichting Nederlandse Algemene Keuringsdienst Tuinbouw
- Stichting Nederlandse Algemene Keuringsdienst voor Zaaizaad en Pootgoed Landbouwgewassen
- Stichting Ontwikkelings- en Saneringsfonds voor de Landbouw
- Stichting Ontwikkelings- en Saneringsfonds voor de Visserij
- Stichting Participatiefonds voor het Onderwijs
- Stichting Rechtsherstel Sinti en Roma
- Stichting Reclassering Nederland
- Stichting SKAL
- Stichting Stimuleringsfonds voor de Architectuur
- Stichting Stimuleringsfonds Culturele Omroepproducties
- Stichting Uitvoering Omslagregelingen WTZ
- Stichting VAM
- Stichting Vervangingsfonds en Bedrijfsgezondheidszorg voor het Onderwijs
- Stichting Waarborgfonds Eigen Woningen
- Stichting Waarborgfonds Motorverkeer
- Stichting Ziektekostenverzekering Krijgsmacht
- Stimuleringsfonds Nederlandse Culturele Omroepproducties
- Stimuleringsfonds Openbare Gezondheidszorg

## T
- TenneT[bron?]

## U
- Uitvoeringsinstituut Werknemersverzekeringen
- Uitvoeringsorganen AWBZ (particuliere ziektekostenverzekeraars en publiekrechtelijke verzekeraars) (cluster)

## V
- Vereniging van Landelijke Organen Beroepsonderwijs
- Vereveningsinstantie
- Voedselvoorzienings In- en Verkoopbureau

## W
- Waarborg Platina, Goud en Zilver NV
- Waarderingskamer

## Z
- Ziekenfondsen (tevens uitvoeringsorganen AWBZ) (cluster)
- Zorg Onderzoek Nederland / Medische Wetenschappen
- Zorginstituut Nederland